# Beaucroissant
Beaucroissant ist eine französische Gemeinde mit 1843 Einwohnern (Stand 1. Januar 2022) im Département Isère in der Region Auvergne-Rhône-Alpes. Die Bewohner werden Manants, Manantes genannt. Die Einwohnerzahl stieg von 627 (1793) auf den heutigen Stand.
In einer hier aufgefundenen Weiheinschrift findet sich der Name des gallorömischen Gottes Artaius.
Eine Sehenswürdigkeit des Ortes ist das Priorat von Notre-Dame de Parménie (Unsere Liebe Frau von Parménie), ein Kartäuser-Frauenkloster aus dem 13. Jahrhundert, das im 15. Jahrhundert abbrannte und im 17. Jahrhundert wieder aufgebaut wurde. Der neuerlichen Zerstörung 1944 folgte eine weitere Restaurierung.
Der Ort liegt an der historisch bedeutsamen Route Napoléon (Route nationale 85); der Bahnhof ist lediglich zur Zeit der Foire de Beaucroissant für den Personenverkehr in Betrieb.

## Bevölkerungsentwicklung
| Jahr                       | 1962 | 1968 | 1975 | 1982 | 1990 | 1999 | 2008 | 2017 |
| Einwohner                  | 752  | 725  | 1003 | 1052 | 1195 | 1247 | 1408 | 1682 |
| Quellen: Cassini und INSEE |      |      |      |      |      |      |      |      |

## Foire de Beaucroissant
Der Ort ist berühmt für die Foire de Beaucroissant (Landwirtschafts-Messe von Beaucroissant), die seit 1219 in den Chroniken erwähnt ist. Sie wird jährlich am letzten Aprilwochenende und am zweiten Septemberwochenende abgehalten, wobei bis zu 1.800 Aussteller und mehr als 800.000 Besucher gezählt werden. Auf einem über 30 ha großen Gelände sind landwirtschaftliche Produkte, eine Nutzviehschau und ein Vergnügungspark für jüngere Besucher zu finden. Die Wallfahrt zur Notre-Dame de Parménie ist seit dem Jahre 1220 der Anlass für die große Bedeutung der Messe. Sie ist die wesentlichste Einnahmequelle der Gemeinde.